# Daimler-Benz DB 601

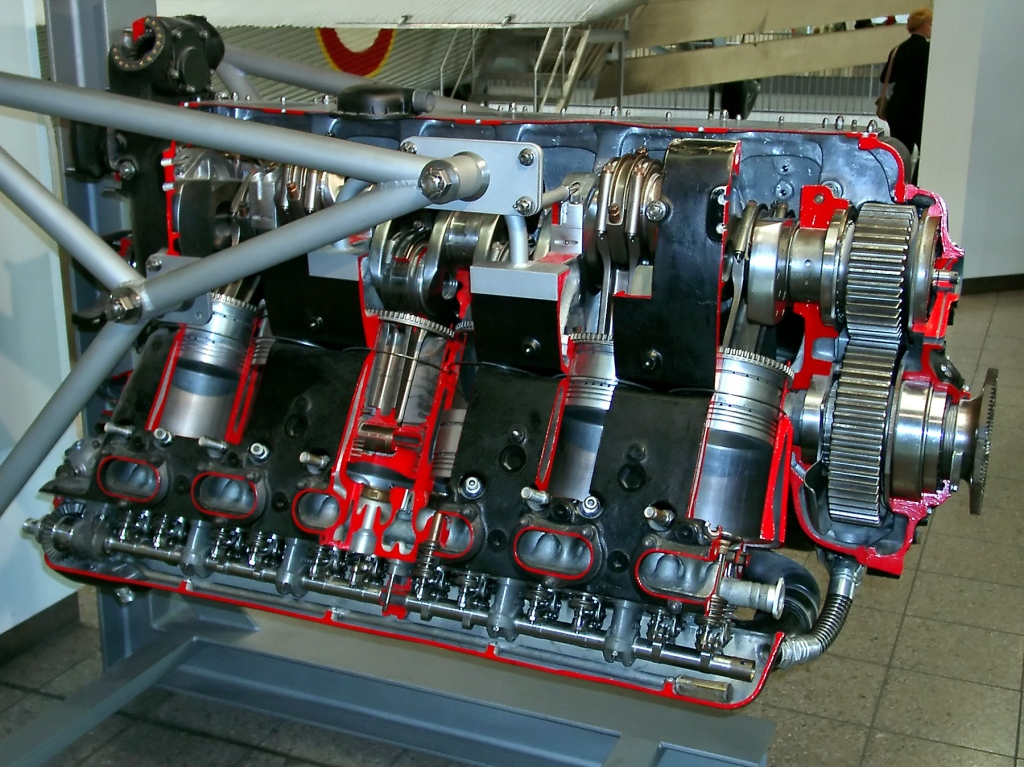
Un Daimler-Benz DB 601 A parzialmente sezionato

Il Daimler-Benz DB 601 era un motore aeronautico 12 cilindri V invertita di 60° prodotto dall'azienda tedesca Daimler-Benz durante la seconda guerra mondiale.
Utilizzato in numerosi velivoli in forza alla Luftwaffe, il DB 601 venne prodotto su licenza anche nelle altre due potenze dell'asse, in Italia dalla Alfa Romeo e in Giappone dalla Aichi Tokei Denki e dalla Kawasaki.

## Storia

### Sviluppo
Il primo prototipo del DB 601 (DB 601A), uno sviluppo del precedente DB 600, vide la luce nel 1934. Questo motore conservava molte delle caratteristiche del suo predecessore. La prima versione operativa, il DB 601Aa, venne presentata nel 1937.
Di questa unità furono anche realizzati cinque versioni da primato capaci di sviluppare, sebbene per poche decine di secondi, la potenza di 1 228 PS (915 kW) (1936) - 1 336 PS (996 kW) (1937) - 1 560 PS (1 163 kW) (1937) - 2 050 PS (1 528 kW) (1938) - 2 770 PS (2 065 kW) (1939).
Del DB 601 vennero prodotti 30 sottotipi. Le versioni più utilizzate furono la A, B, E, F, G e N. Nel 1941 venne realizzata la versione U che però rimase allo stadio sperimentale. La U sviluppava 1 350 cv (1 006 kW) a 9 000 m.
La produzione del DB 601 si concluse nel 1943, dopo che ne erano stati costruiti dalla Daimler-Benz un totale di 19 322 esemplari.

### Produzione su licenza

#### Il DB 601 in Italia
Come detto il DB 601, versione Aa, venne prodotto su licenza anche in Italia. L'accordo tra il Ministero e la Daimler-Benz venne concluso nel 1939 e della costruzione fu incaricata l'Alfa Romeo. La produzione richiese però tempi tecnici molto lunghi e solo nel 1941 ebbe inizio la fase sperimentale con la produzione di motori di preserie che vennero designati, secondo l'uso Alfa, 150 RC 41.
Gli esemplari di serie furono pronti nel 1943 e la loro designazione era di RA 1000 RC.41. In totale furono più di 1.500 i DB 601 prodotti su licenza ed equipaggiarono i Macchi M.C.202, i Reggiane Re.2001, i Caproni Vizzola F.5bis e F.7.

#### Giappone
Oltre che in Italia il DB 601 venne prodotto anche in Giappone. Vennero prodotti dalla Aichi Tokei Denki, gli Aichi AE1P Atsuta, e dalla Kawasaki con la designazione di Ha.40. La Aichi produsse 1 783 Atsuta che motorizzarono lo Yokosuka D4Y Suisei, il suo sviluppo D4Y2 (Judy) e l'idrovolante Aichi M6A1 Seiran. La Kawasaki ne produsse circa 8 000 per il Ki.61.

## Descrizione tecnica
Il motore era dotato della distribuzione a quattro valvole per cilindro. Le bielle delle due bancate differivano nelle dimensioni con quelle di sinistra caratterizzate da una sezione notevolmente maggiore. Il DB 601 era sovralimentato attraverso un compressore centrifugo monostadio azionato da un giunto idraulico a innesto automatico e regolazione barometrica. Il numero dei giri della ventola del compressore aumentava automaticamente e in modo continuo al crescere della quota in relazione alla pressione barometrica fino a raggiungere il numero massimo dei giri a 4500 m di quota.
L'alimentazione avveniva con il sistema ad iniezione diretta realizzato dalla Bosch. Anche qui era presente un sistema che regolava automaticamente la corsa dei pistoni, 12, della pompa di alimentazione sulla base della pressione e della temperatura dell'aria fornita dal compressore. Con questo sistema la massima pressione di alimentazione si aveva al momento del decollo. Il grande vantaggio iniziale del DB 601 nei confronti dei motori simili dell'epoca come il Merlin era data proprio da questi sistemi di regolazione, che miglioravano il rendimento del propulsore equilibrando la miscela in ogni condizione, e dall'iniezione diretta, che rendeva l'alimentazione insensibile all'assetto di volo assunto, vantaggio non da poco nelle accelerazioni G negative. Infatti, mentre in queste condizioni un motore alimentato con il consueto sistema dei carburatori smetteva di funzionare per la mancanza di carburante, il DB 601 continuava regolarmente.
Il rapporto di compressione era di 6,7:1. La prima versione del motore, costruita nel 1936, pesava 590 kg mentre nelle versioni successive tale valore raggiunse i 670 kg.

## Apparecchi utilizzatori
Germania
- Dornier Do 215
- Fieseler Fi 167
- Heinkel He 100
- Heinkel He 111 (versione P)
- Messerschmitt Bf 109
- Messerschmitt Bf 110
- Messerschmitt Me 210

 Giappone
- Kawasaki Ki-60
- Kawasaki Ki-61

 Italia
- Caproni Vizzola F.5bis
- Caproni Vizzola F.6
- Fiat C.R.42DB
- Fiat G.50V
- IMAM Ro.58
- Macchi M.C.202
- Reggiane Re.2001